# H.P. Baxxter
H.P. Baxxter, pseudoniem van Hans Peter Geerdes (Leer, 16 maart 1964) is een Duitse muzikant en leadzanger van de raveband Scooter.

## Muzikale biografie

### 1986-1993
In 1986 kwam H.P. Baxxter via een advertentie uit bij Rick J. Jordan, met wie hij de newwaveband Celebrate The Nun oprichtte. Nadat een van de twee andere bandleden voor een solocarrière koos, betekende dit niet alleen het einde voor Celebrate The Nun maar ook het begin van The Loop, een succesvol remixteam.

### 1994-heden
In 1994 begon Scooter als een project van The Loop, maar gaandeweg evolueerde het tot een volwaardige band waarvan H.P. Baxxter de leadzanger werd en tot op heden nog steeds is. Rick J. Jordan (keyboard) was tot 2014 lid van de band, Phil Speiser is in zijn plaats gekomen.

## Trivia
- H.P. Baxxter was een van de juryleden in de Duitse voorrondes van het Eurovisiesongfestival 2009.
- Tijdens een interview op het Nederlandse radiostation 3FM gaf hij aan fan te zijn van de Britse new waveband The Cure.
- Ook is van hem geweten dat hij een autoliefhebber is. In diverse videoclips komen oude automodellen in beeld.
- Hij was met het nummer Stuck On Replay verantwoordelijk voor de officiële titelsong voor het Wereldkampioenschap ijshockey 2010 dat in Duitsland plaatsvond.

## Privé
Op 6 mei 2006 trouwde Baxxter met zijn vriendin Simone, maar scheidde in 2011, op de ochtend van het Scooteroptreden Stadium Techno Inferno.
Op 7 Juni 2024 is H.P. getrouwd met zijn vriendin Sara, dit is zijn 3e huwelijk. 